# Окампо, Франсиско Ортис де
Франсиско Антонио Ортис де Окампо (исп. Francisco Antonio Ortiz de Ocampo, апрель 1771 — сентябрь 1840) — южноамериканский военный и политик.

## Биография
В начале XIX века вступил в Буэнос-Айресе в ряды народной милиции, которая в 1806 году участвовала в отражении британского вторжения, и был избран капитаном полка Аррибеньос, набранного во внутренних землях вице-королевства Рио-де-ла-Плата. Когда в бою погиб командир — заменил его, стал исполняющим обязанности, а в январе 1808 года получил чин полковника и стал командиром корпуса. В январе 1809 года после провала восстания, которое устроил Мартин де Альсага, поддержал действия Сантьяго де Линьерса и Корнелио Сааведры. В 1810 году поддержал Майскую революцию и сыграл важную роль в том, что Первую хунту возглавил именно Сааведра.
В июне 1810 года Окампо был поставлен во главе Вспомогательной Армии Провинций (в дальнейшем известной как Северная армия) и был произведён в генералы. Он быстро двинулся на Кордову, чтобы подавить контрреволюцию, возглавляемую вице-королём Линьерсом и губернатором Хуан Антонио Гутьеррес де ла Конча, и смог арестовать её лидеров, включая епископа Кордовы Родриго де Орельяну. Однако он отказался казнить контрреволюционеров на месте, как того требовала Хунта по настоянию Мариано Морены, и отправил их в Буэнос-Айрес для суда. Опасаясь появления в столице до сих пор весьма популярного Линьерса, Хунта быстро отправила Хуана Хосе Кастелли для проведения казни заключённых, и Антонио Гонсалеса де Балькарсе, чтобы он заменил Окампо в качестве командующего армией. Окампо продолжал оставаться номинальным командиром, но вся реальная власть оказалась в руках Балькарсе.
Кастелли отозвал Окампо в Кородову, чтобы тот стал там губернатором, однако вскоре он был избран депутатом от провинции Ла-Риоха в состав Большой хунты, и отправился в столицу. Там он вскоре стал командиром полка, вскоре получившего номер 2. Когда Сааведра отправился на север — Окампо был оставлен в качестве командующего войсками провинции Буэнос-Айрес. После падения Хунты на короткое время стал губернатором Росарио-де-Санта-Фе. Вместе с Хосе де Сан-Мартином был одним из организаторов Октябрьской революции 1812 года, сбросившей Первый триумвират.
После победы Северной армии Бельграно при Сальте и освобождении войсками патриотов Верхнего Перу был назначен губернатором Чукисаки. В ноябре 1813 года был вынужден покинуть Чукисаку после поражений, которые патриоты понесли в сражении при Вилькапухио и сражении при Айоуме.
В феврале 1814 года Верховный директор Соединённых провинций Рио-де-ла Платы Хервасио Посадас назначил его губернатором Кордовы. Окампо пришлось противостоять с одной стороны — Грегорио Фунесу и его брату, которые были умеренными автономистами, а с другой — Хосе Хавьеру Диасу и Хуан Пабло Бульнесу, которые были федералистами. Последние обратились за помощью к лидеру федералистов Хосе Хервасио Артигасу; тот не собирался вторгаться в Кордову, но написал губернатору письмо с угрозой сделать это, и Окампо подал в отставку, а на его место был избран Диас.
В 1820 году провинция Ла-Риоха получила независимость от провинции Кордова, и Окампо стал её первым губернатором. Его правление было очень плохим, даже многие союзники считали его тираном, однако свергать его боялись, опасаясь возвращения под власть Кордовы. Через несколько недель туда вторгся Франсиско Солано дель Корро и занял столицу провинции; Окампо был вынужден бежать в провинцию Катамарка. Дель Корро вскоре был выбит Факундо Кирогой, который, однако, предпочёл сделать губернатором Ла-Риохи Николаса Давилу.
Два года спустя Кирога взял власть в Ла-Риохе, и Окампо примкнул к оппозиции. Следующие годы он провёл между Ла-Риохой и Кордовой. В Кордове он помог прийти к власти унитаристам, которых возглавлял Хосе Мария Пас.
В 1830 году он находился в Рио-Куарто, когда Кирога начал свою новую кампанию. Окампо оказался пленником Кироги, однако когда Кирога 23 мая отдал приказ расстрелять всех пленных унитаристов, то сделал персональное исключение для Окампо. Окампо вернулся на свою ферму возле Фаматины, где и провёл остаток жизни.